# Horoatu Crasnei
Horoatu Crasnei (maďarsky Krasznahorvát) je rumunská obec v župě Sălaj. Žije zde přibližně 2 500 obyvatel. Obec se skládá ze čtyř částí.

## Části obce
- Horoatu Crasnei – 918 obyvatel
- Hurez – 353 obyvatel
- Stârciu – 1 001 obyvatel
- Șeredeiu – 250 obyvatel